# Stirling Range National Park
Stirling Range National Park är en park i Australien. Den ligger i delstaten Western Australia, omkring 340 kilometer sydost om delstatshuvudstaden Perth. Stirling Range National Park ligger 312 meter över havet.
Trakten runt Stirling Range National Park är nära nog obefolkad, med mindre än två invånare per kvadratkilometer.. Det finns inga samhällen i närheten. 
I omgivningarna runt Stirling Range National Park växer huvudsakligen savannskog. Genomsnittlig årsnederbörd är 579 millimeter. Den regnigaste månaden är maj, med i genomsnitt 85 mm nederbörd, och den torraste är februari, med 10 mm nederbörd.